# Anarchy Boys
Anarchy Boys (també coneguts com Anarchy Jerks o A-Boys; xinès simplificat: 无政府主义的男孩, pinyin: Wú zhèngfǔ zhǔyì de nánhái) fou una banda punk rock de la República Popular de la Xina.
Apareixen a Beijing a finals de la dècada del 1990. Formaren part del col·lectiu Wuliao Jundui, juntament amb Brain Failure, Reflector i 69. Foren el grup més representatiu de l'Oi! fins l'arribada de Misandao.